# 「天主的教會」宗座委員會
「天主的教會」宗座委員會（拉丁語：Pontificia Commissio Ecclesia Dei）是羅馬教廷附屬的一個宗座委員會，於1988年由教宗若望保祿二世經由自動手諭《天主的教會》建立，任務是推行與天主教傳統主義團體聖庇護十世司鐸兄弟會的握手言和。在2007年後又被給予協助各地區主教維護傳統拉丁彌撒的任務。2019年1月19日教宗解散“天主的教會”委員會，正式歸入圣座教义部。

## 簡介
「天主的教會」宗座委員會原先是教宗若望·保祿二世為了因應聖庇護十世司鐸兄弟會的自聖主教行為，因此經由自動手諭發布的宗座牧函《天主的教會》中立案成立的委員會。其職權原先是為了推動教廷與聖庇護十世司鐸兄弟會間的和好，因此也包含與該分離組織有關的團體如聖伯多祿司鐸兄弟會的交流事務。
後來，宗座委員會被教宗本篤十六世在2007年經由自動手諭《歷任教宗》（Summorum Pontificum）給予了協助各地主教推行傳統拉丁語彌撒的職務。此外，為了增加其推動與庇護十世兄弟會的對話，教宗本篤十六世並在2009年時以自動手諭《教會合一》（Ecclesiae unitatem）改組了該委員會使之與教義部整合。由教義部部長兼任委員會主席。藉此增進改善與聖庇護十世兄弟會之間關係時的效果
2017年11月15日的會議上，教義部提出是否能在聖座與聖庇護十世司鐸團體之間建立直接對話的關係，“因為所涉及的問題屬於教義性質”。教宗於隨後的11月24日批准了這項請求，而且這項提案在教義部於2019年1月舉行的全體會議上欣然地被採納。2019年1月19日教宗方濟各以一道手諭取消了宗座“天主的教會”委員會，將“這個委員會的工作全部交給聖座教義部，並且在教義部内將設立一個專門機構，令其繼續那被取消的宗座‘天主的教會’委員會迄今為止負責監督、推動和保護的工作”。

## 歷任委員會主席

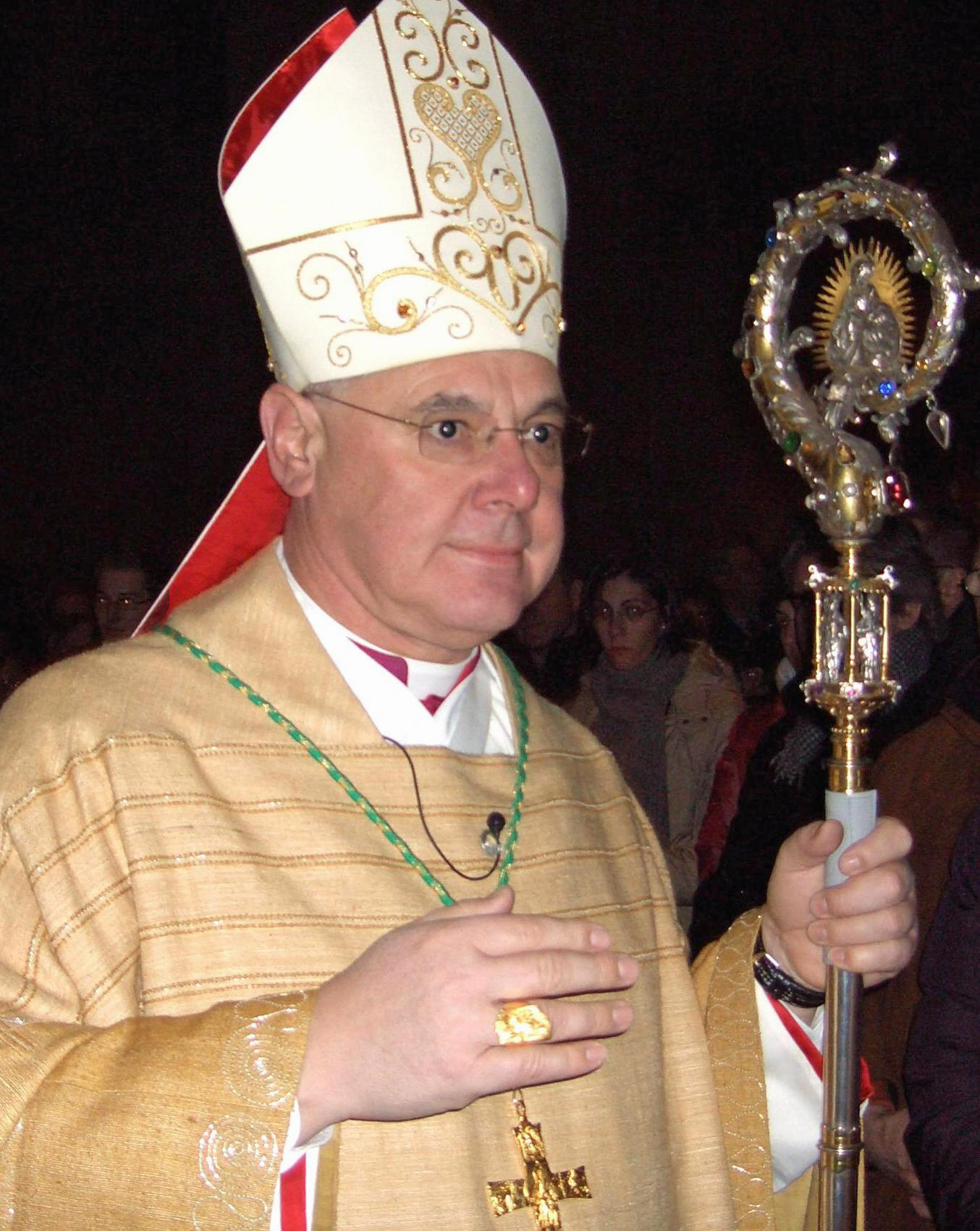
現任委員會主席格哈德·路德维希·缪勒枢机

- 保羅·奧古斯丁·邁耶樞機（Paul Augustin Mayer，本篤會：1988年7月2日 – 1991年7月1日）
- 安東尼·伊諾森蒂樞機（Antonio Innocenti：1991年7月1日 – 1995年12月16日日）
- 安杰羅·費里契樞機（Angelo Felici：1995年12月16日 – 2000年4月14日)）
- 達里奧·卡斯崔隆·霍約斯樞機（Darío Castrillón Hoyos，另有漢名賈士榮[6]：2000年4月14日 – 2009年7月8日）

### 由教義部部長兼任之主席
自2009年起主席一職由時任教義部部長兼任
- 威廉·若瑟·萊瓦達樞機（William Joseph Levada：2009年7月8日 – 2012年7月2日）
- 格哈德·路德維希·繆勒樞機（Gerhard Ludwig Müller：為現任信理部部長兼委員會主席：2012年7月2日就任）